# Europese kampioenschappen shorttrack 2012
De Europese kampioenschappen shorttrack 2012 werden van 27 tot en met 29 januari 2012 georganiseerd in het Tsjechische Mladá Boleslav.
De derde plaats in het mannentoernooi was in eerste instantie voor de Fransman Thibaut Fauconnet. Achteraf moest hij deze medaille inleveren vanwege een dopingschorsing.

## Medailles

### Mannen
| Onderdeel         | Goud    | Goud                                                                  | Zilver | Zilver                                                                       | Brons   | Brons                                                      |
| ----------------- | ------- | --------------------------------------------------------------------- | ------ | ---------------------------------------------------------------------------- | ------- | ---------------------------------------------------------- |
| 500m              | RUS     | Vladimir Grigorev                                                     | GBR    | Jack Welbourne                                                               | GBR     | Jon Eley                                                   |
| 1000m             | FRA NED | Thibaut Fauconnet Sjinkie Knegt                                       | RUS    | Evgenii Kozulin                                                              | GER     | Paul Herrmann                                              |
| 1500m             | NED     | Sjinkie Knegt                                                         | RUS    | Semjon Jelistratov                                                           | NED     | Niels Kerstholt                                            |
| 3000m superfinale | NED     | Niels Kerstholt                                                       | RUS    | Semjon Jelistratov                                                           | FRA NED | Thibaut Fauconnet Sjinkie Knegt                            |
| Klassement        | NED     | Sjinkie Knegt                                                         | NED    | Niels Kerstholt                                                              | FRA RUS | Thibaut Fauconnet Semjon Jelistratov                       |
| Aflossing         | NED     | Christiaan Bökkerink Niels Kerstholt Sjinkie Knegt Freek van der Wart | RUS    | Semjon Jelistratov Vladimir Grigorev Vjatsjeslav Koerginjan Jevgeni Kozoelin | GER     | Robert Becker Paul Herrmann Torsten Kroeger Robert Seifert |

### Vrouwen
| Onderdeel         | Goud | Goud                                                                | Zilver | Zilver                                                             | Brons | Brons                                                        |
| ----------------- | ---- | ------------------------------------------------------------------- | ------ | ------------------------------------------------------------------ | ----- | ------------------------------------------------------------ |
| 500m              | ITA  | Arianna Fontana                                                     | ITA    | Martina Valcepina                                                  | HUN   | Andrea Keszler                                               |
| 1000m             | NED  | Jorien ter Mors                                                     | HUN    | Bernadett Heidum                                                   | FRA   | Veronique Pierron                                            |
| 1500m             | ITA  | Arianna Fontana                                                     | NED    | Jorien ter Mors                                                    | ITA   | Martina Valcepina                                            |
| 3000m superfinale | ITA  | Arianna Fontana                                                     | NED    | Jorien ter Mors                                                    | RUS   | Olga Beljakova                                               |
| Klassement        | ITA  | Arianna Fontana                                                     | NED    | Jorien ter Mors                                                    | ITA   | Martina Valcepina                                            |
| Aflossing         | NED  | Annita van Doorn Sanne van Kerkhof Yara van Kerkhof Jorien ter Mors | ITA    | Arianna Fontana Cecilia Maffei Arianna Valcepina Martina Valcepina | HUN   | Bernadett Heidum Andrea Keszler Szandra Lajtos Patricia Toth |

### Medailleklassement
| Plaats | Land                | Goud | Zilver | Brons | Totaal |
| 1      | Nederland           | 7    | 4      | 2     | 13     |
| 2      | Italië              | 4    | 2      | 2     | 8      |
| 3      | Rusland             | 1    | 4      | 2     | 7      |
| 4      | Hongarije           | 0    | 1      | 2     | 3      |
| 5      | Verenigd Koninkrijk | 0    | 1      | 1     | 2      |
| 6      | Frankrijk           | 0    | 0      | 1     | 1      |
| 7      | Duitsland           | 0    | 0      | 2     | 2      |
| Totaal | Totaal              | 12   | 12     | 12    | 36     |

## Eindklassementen

### Mannen
| #      | Schaatser          | Land                | Punten |
| ------ | ------------------ | ------------------- | ------ |
| Goud   | Sjinkie Knegt      | Nederland           | 63     |
| Zilver | Niels Kerstholt    | Nederland           | 47     |
| Brons  | Semjon Jelistratov | Rusland             | 42     |
| 4      | Vladimir Grigorev  | Rusland             | 39     |
| 5      | Jack Whelbourne    | Verenigd Koninkrijk | 30     |
| 6      | Jevgeni Kozoelin   | Rusland             | 24     |
| 7      | Jon Eley           | Verenigd Koninkrijk | 16     |
| 8      | Paul Herrmann      | Duitsland           | 8      |
| 9      | Robert Seifert     | Duitsland           | 8      |
| 10     | Vladislav Bykanov  | Israël              | 5      |

### Vrouwen
| #      | Schaatser         | Land                | Punten |
| ------ | ----------------- | ------------------- | ------ |
| Goud   | Arianna Fontana   | Italië              | 107    |
| Zilver | Jorien ter Mors   | Nederland           | 76     |
| Brons  | Martina Valcepina | Italië              | 43     |
| 4      | Bernadett Heidum  | Hongarije           | 29     |
| 5      | Olga Beljakova    | Rusland             | 21     |
| 6      | Veronique Pierron | Frankrijk           | 18     |
| 7      | Andrea Keszler    | Hongarije           | 16     |
| 8      | Veronika Windisch | Oostenrijk          | 7      |
| 9      | Kateřina Novotná  | Tsjechië            | 3      |
| 10     | Elise Christie    | Verenigd Koninkrijk | 2      |